# Mecklar
Mecklar ist einer der 13 Ortsteile der Großgemeinde Ludwigsau im hessischen Landkreis Hersfeld-Rotenburg.

## Geschichte

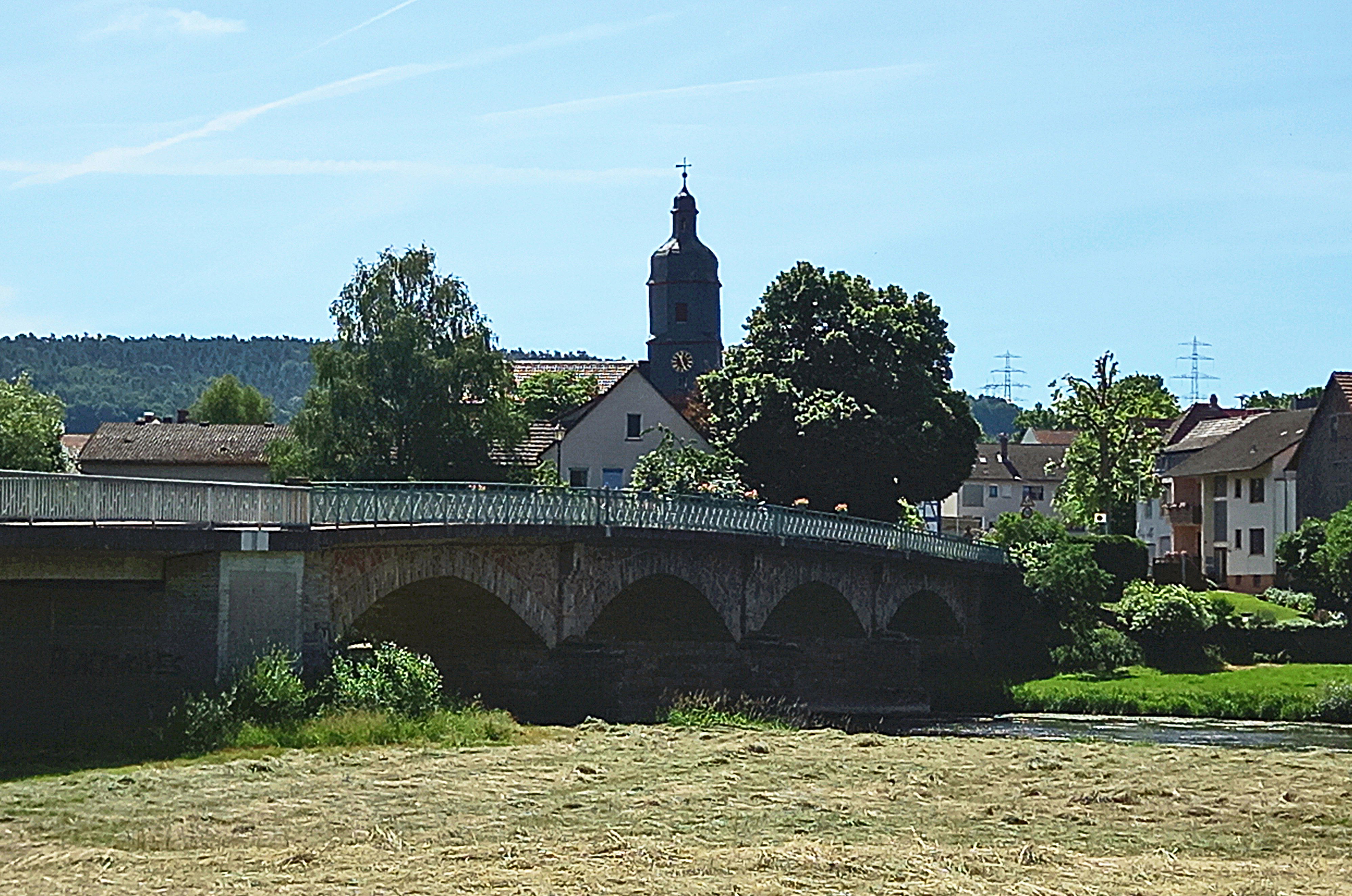
Fuldabrücke in Mecklar

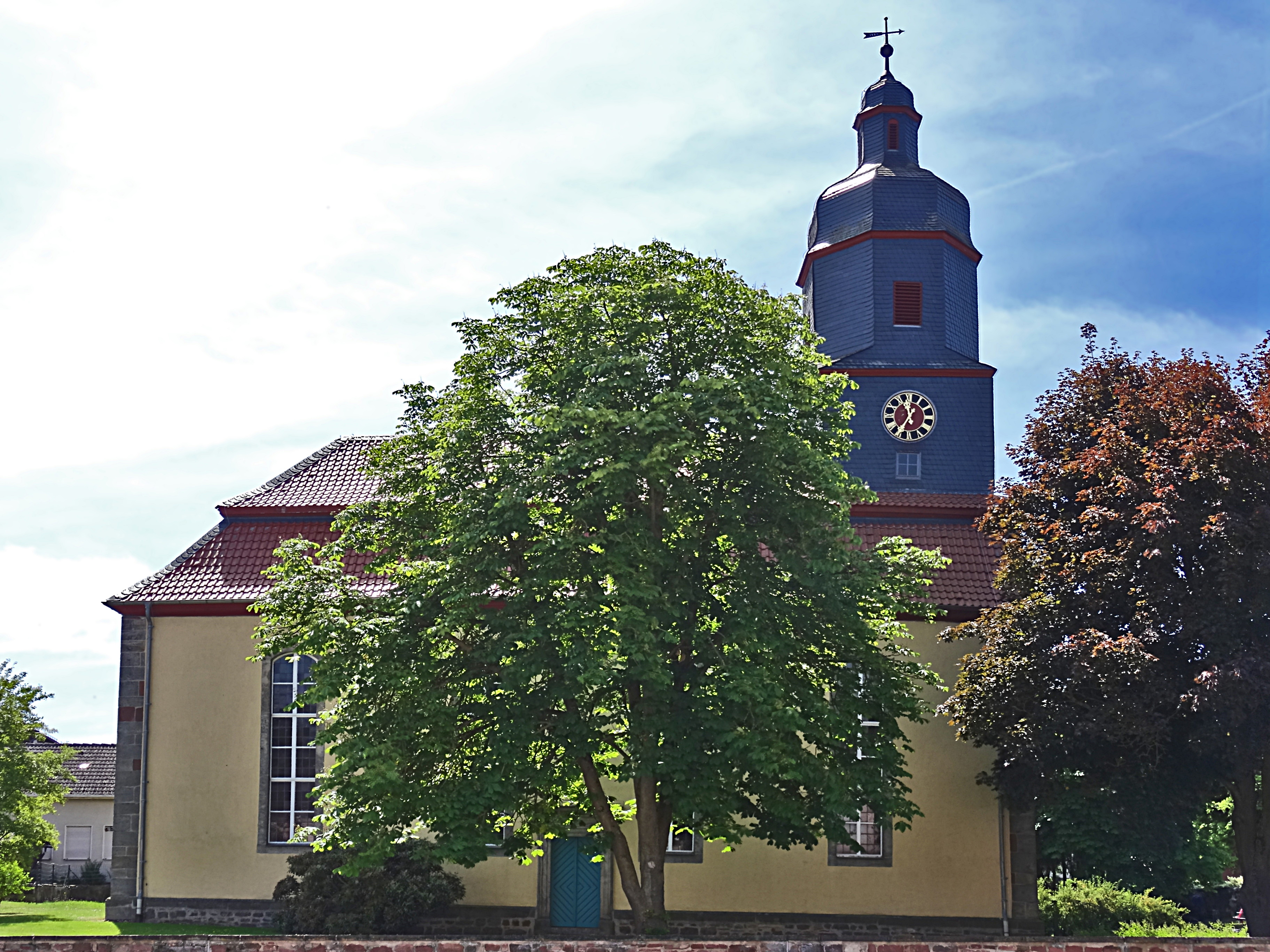
Ev. Kirche in Mecklar

Urkundlich wurde Mecklar, soweit bekannt, erstmals im Jahr 1252 erwähnt. Von jeher steht Mecklar in enger Verbindung mit dem Fluss Fulda, der das Dorf in eine Alt- und eine Neuortslage teilt. Früher befand sich etwa in Höhe der steinernen Fuldabrücke, die im Jahre 1899 errichtet wurde, eine Furt. Urkundlich ist ein Schiffsverkehr von Bremen auf Weser und Fulda bis nach Hersfeld über Mecklar erwähnt.
Am 28. Juli 1971 entgleiste im Bahnhof Mecklar der Rom-Kopenhagen-Express bei einer Geschwindigkeit von 105 km/h, weil eine Weiche unter dem fahrenden Zug umsprang. Von den 175 Reisenden wurden 25 verletzt, vier davon schwer.
Zum 31. Dezember 1971 wurde die bis dahin selbständige Gemeinde Mecklar im Zuge der Gebietsreform in Hessen auf freiwilliger Basis in die neue Gemeinde Ludwigsau eingegliedert. Für alle ehemals eigenständigen Gemeinden von Ludwigsau wurde je ein Ortsbezirk mit Ortsbeirat und Ortsvorsteher nach der Hessischen Gemeindeordnung gebildet.
Im Jahre 1990 wurde der zweigruppige Kindergarten in der ehemaligen Grundschule eingeweiht. Darüber hinaus verfügt der Ortsteil Mecklar über ein modernes Bürgerhaus, welches für Familienfeiern zur Verfügung steht.

## Bevölkerung
Einwohnerstruktur 2011
Nach den Erhebungen des Zensus 2011 lebten am Stichtag dem 9. Mai 2011 in Mecklar 777 Einwohner. Darunter waren 12 (1,5 %) Ausländer. Nach dem Lebensalter waren 114 Einwohner unter 18 Jahren, 279 zwischen 18 und 49, 210 zwischen 50 und 93 und 177 Einwohner waren älter. Die Einwohner lebten in 333 Haushalten. Davon waren 87 Singlehaushalte, 90 Paare ohne Kinder und 135 Paare mit Kindern, sowie 15 Alleinerziehende und 3 Wohngemeinschaften. In 78 Haushalten lebten ausschließlich Senioren und in 207 Haushaltungen lebten keine Senioren.
Einwohnerentwicklung
| Mecklar: Einwohnerzahlen von 1834 bis 2011 | Mecklar: Einwohnerzahlen von 1834 bis 2011 | Mecklar: Einwohnerzahlen von 1834 bis 2011 | Mecklar: Einwohnerzahlen von 1834 bis 2011 | Mecklar: Einwohnerzahlen von 1834 bis 2011 |
| --- | ------------------------------------------ | ------------------------------------------ | ------------------------------------------ | ------------------------------------------ |
| Jahr |                                            |                                            |                                            | Einwohner                                  |
| 1834 | 1834                                       |                                            | 503                                        | 503                                        |
| 1840 | 1840                                       |                                            | 519                                        | 519                                        |
| 1846 | 1846                                       |                                            | 541                                        | 541                                        |
| 1852 | 1852                                       |                                            | 526                                        | 526                                        |
| 1858 | 1858                                       |                                            | 483                                        | 483                                        |
| 1864 | 1864                                       |                                            | 567                                        | 567                                        |
| 1871 | 1871                                       |                                            | 454                                        | 454                                        |
| 1875 | 1875                                       |                                            | 452                                        | 452                                        |
| 1885 | 1885                                       |                                            | 456                                        | 456                                        |
| 1895 | 1895                                       |                                            | 442                                        | 442                                        |
| 1905 | 1905                                       |                                            | 488                                        | 488                                        |
| 1910 | 1910                                       |                                            | 508                                        | 508                                        |
| 1925 | 1925                                       |                                            | 612                                        | 612                                        |
| 1939 | 1939                                       |                                            | 654                                        | 654                                        |
| 1946 | 1946                                       |                                            | 929                                        | 929                                        |
| 1950 | 1950                                       |                                            | 936                                        | 936                                        |
| 1956 | 1956                                       |                                            | 909                                        | 909                                        |
| 1961 | 1961                                       |                                            | 890                                        | 890                                        |
| 1967 | 1967                                       |                                            | 878                                        | 878                                        |
| 1970 | 1970                                       |                                            | 876                                        | 876                                        |
| 1980 | 1980                                       |                                            | ?                                          | ?                                          |
| 1990 | 1990                                       |                                            | ?                                          | ?                                          |
| 2000 | 2000                                       |                                            | ?                                          | ?                                          |
| 2011 | 2011                                       |                                            | 777                                        | 777                                        |
| Datenquelle: Historisches Gemeindeverzeichnis für Hessen: Die Bevölkerung der Gemeinden 1834 bis 1967. Wiesbaden: Hessisches Statistisches Landesamt, 1968. Weitere Quellen: LAGIS; Zensus 2011 |                                            |                                            |                                            |                                            |

Historische Religionszugehörigkeit
| • 1885: | 456 evangelische (= 100 %) Einwohner                              |
| • 1961: | 803 evangelische (= 90,22 %), 80 katholische (= 8,99 %) Einwohner |

## Politik
Für Mecklar besteht ein Ortsbezirk (Gebiete der ehemaligen Gemeinde Mecklar) mit Ortsbeirat und Ortsvorsteher nach der Hessischen Gemeindeordnung.
Der Ortsbeirat besteht aus sieben Mitgliedern. Seit den Kommunalwahlen in Hessen 2021 ist der Ortsvorsteher Wilfried Leiter.

## Infrastruktur
- In den Gemarkungen von Mecklar und Meckbach liegt die größte als Industriegebiet ausgewiesene Ansiedlungsfläche, die bei einer Umsetzung der Region wirtschaftliche Impulse geben könnte.
- Der nahegelegene Baggersee und gut ausgebaute Wirtschaftswege gehören zu den gern besuchten Ausflugszielen.
- Für Kanufahrten bietet sich Anlegestellen in Mecklar an.
- Weitläufige Wanderungen und Radtouren in den „Seulingswald“ nehmen in Mecklar ihren Anfang.
- Einen guten Ausblick auf das Fuldatal hat man von der Wetterschutzhütte auf dem Freizeitgelände des Obst- und Gartenbauvereins.
- In den letzten Jahren hat sich Mecklar zu einem Ziel für Reitsportfreunde entwickelt. So kann man beispielsweise den Führerschein für Kutscher erwerben.
- Den öffentlichen Personennahverkehr stellt die ÜWAG Bus GmbH mit der Linie 320 sicher. Der Betriebsbahnhof Mecklar liegt an der Bahnstrecke Bebra–Fulda. Seit den 1980er-Jahren halten hier keine Personenzüge mehr.

## Vereine
Der Verein mit der größten Mitgliederzahl ist der TSV Mecklar 1912/30 e. V. Er hat eine Damengymnastikabteilung, Rückenschule und Zumba. Die Fußballabteilung hat sich 2001 mit dem TSV Meckbach und dem TSV Reilos zur SG Mecklar/Meckbach/Reilos zusammengeschlossen.